# Беаріс
Беаріс (гал. Beariz, ісп. Beariz) — муніципалітет в Іспанії, у складі автономної спільноти Галісія, у провінції Оренсе. Населення — 1319 осіб (2009).
Муніципалітет розташований на відстані близько 440 км на північний захід від Мадрида, 34 км на північний захід від Оренсе.
Муніципалітет складається з таких паррокій: Беаріс, Лебосан, Ширасга.

## Демографія
Динаміка населення (INE ):

## Галерея зображень

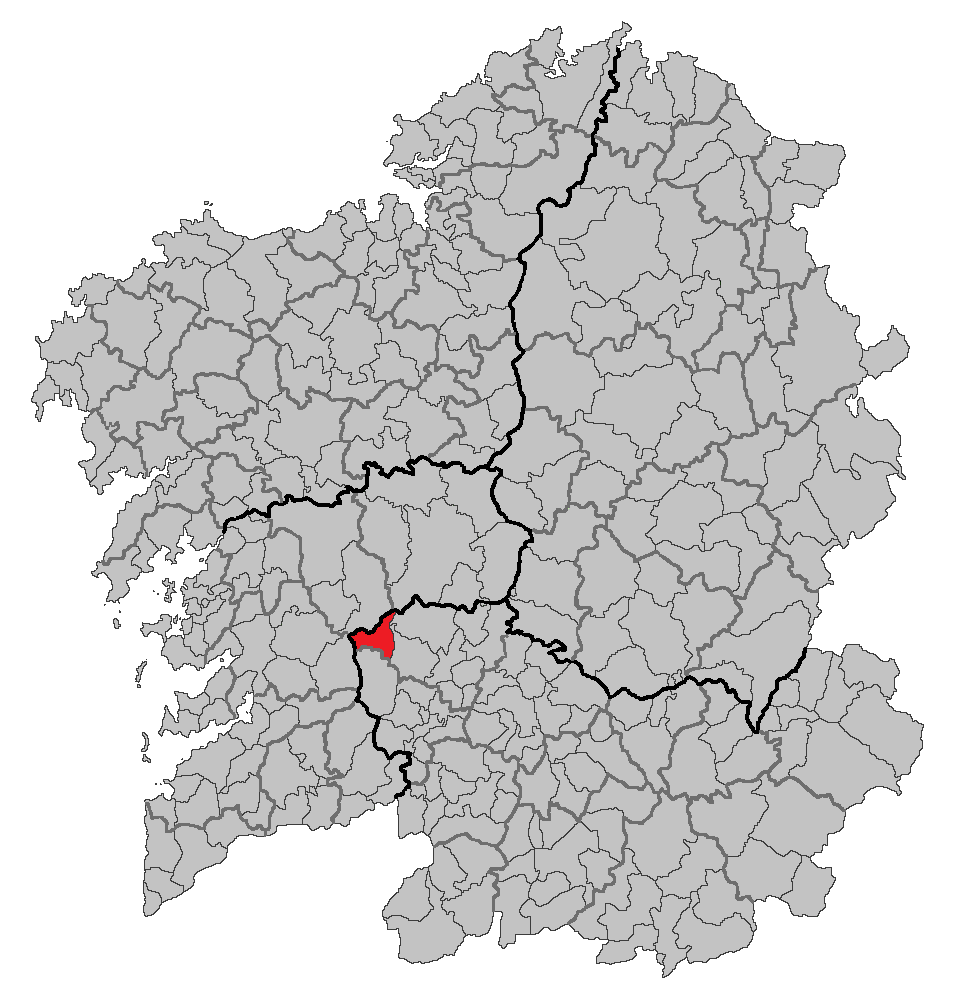
Розташування муніципалітету